# マリー・ツー・ホーエンローエ＝シリングスフュルスト

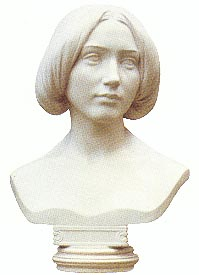
18歳頃のマリーの胸像、E・リーチェル制作、1855年

マリー・パウリーネ・アントイネッテ・ツー・ザイン＝ヴィトゲンシュタイン＝ルートヴィヒスブルク（Marie Pauline Antoinette Prinzessin zu Sayn-Wittgenstein-Ludwigsburg, 1837年2月18日 ヴォロニンツェ - 1920年1月21日 シュタイナハ郊外フリートシュタイン城）は、オーストリア＝ハンガリー（二重帝国）の貴族女性、芸術後援者。爵位はホーエンローエ＝シリングスフュルスト侯爵夫人（Fürstin zu Hohenlohe-Schillingsfürst）。

## 生涯
帝政ロシアの陸軍元帥でドイツ貴族出身のピョートル・ヴィトゲンシュテイン侯爵の末息子ニコライ・ヴィトゲンシュテイン侯子（1812年 - 1864年）と、その最初の妻でポーランド貴族出身のカロリーネ・イヴァノフスカの間の一人娘マリヤ・ニコラエヴナ・ヴィトゲンシュテイン（Мария Николаевна Витгенштейн）としてロシア南部の右岸ウクライナで生まれ育つ。幼少期の愛称はマーネチカ（Манечка, Manetchka）。
両親はマリーの誕生直後に別居し、母は1848年恋愛関係になった作曲家フランツ・リストのいるドイツへ出奔した。1849年以降マリーは母とパートナーのリストが同棲するヴァイマルに呼び寄せられ、少女時代から当代一流の音楽家・芸術家と交流する特殊な環境で育った。一家の住むアルテンブルク館にはリヒャルト・ワーグナーやエクトル・ベルリオーズが出入りしていた。リストはマリー侯女にピアノ編曲『ショパン：6つのポーランドの歌（Six chants polonais op. 74 de Frédéric Chopin transcrits pour le piano）』（1860年）を献呈している。母が時宜を得てうまく娘にその富裕な財産を引き継がせたため、1855年に両親が離婚したことによる経済的影響は全くなかった。

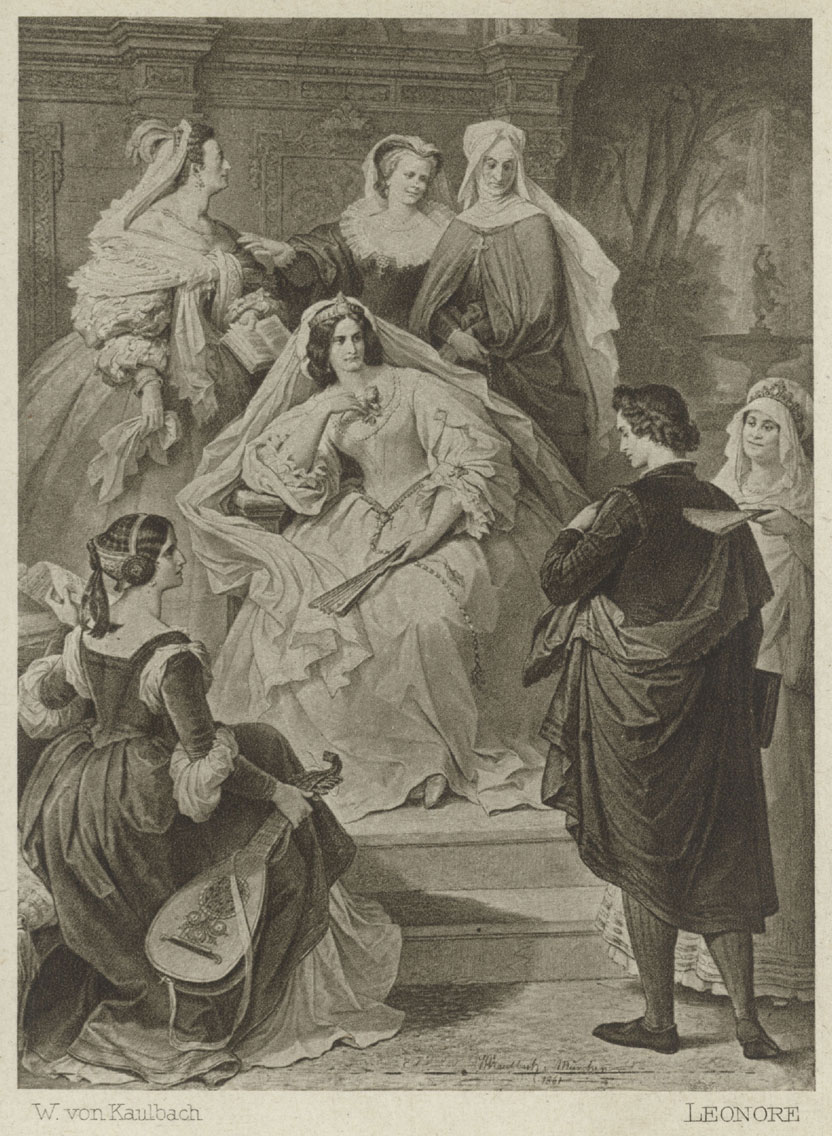
タッソから『エルサレム解放』の朗読を聴くレオノーラに扮したマリー、W・フォン・カウルバッハ画、1864年頃

1859年10月15日ヴァイマルにて、オーストリア宮廷勤務の侍従武官コンスタンティン・ツー・ホーエンローエ＝シリングスフュルスト侯子と結婚、ウィーンのパレ・ホーエンローエに居を移した。1866年7月、夫が皇帝フランツ・ヨーゼフ1世によって宮内長官に任命され、同時に一代限りの侯爵位を授けられたことで、マリーは宮内長官夫人・侯爵夫人となり、ウィーン宮廷の重要人物の1人となった。マリーはこの立場を利用して芸術活動の支援に情熱を捧げ、彼女の庇護者には建築家ゴットフリート・ゼンパー、劇作家のフランツ・フォン・ディンゲルシュテットやアドルフ・フォン・ヴィルブラント、フェルディナント・フォン・ザールらが数えられる。また、劇作家フリードリヒ・ヘッベルとも友情を育んだ。
歴史家ハインツ・ゴルヴィツァーはマリーを次のように評している。「彼女はウィーンの最上位階層に属していたが、同時にこの階層の人々に心理的な疎外感を感じていた。もっともこの苦悩は最後まで彼女自身の口から吐露されることはなかったと思われる。マリーは疎外感の代償として、知性を重視するサロンの形成をめざした。彼女はカウルバッハにタッソの［ミューズであった］レオノーラに仮託した自分の肖像画を描かせたこともあった。［芸術のミューズを自負する］侯爵夫人の晩餐会には、リスト、ワーグナー、オーストリアの海の英雄テゲトフ、マカルト、その他のお気に入りの庇護者のうちの誰か、そして常連のフェルディナント・フォン・ザールが顔を揃えた。ウィーンの劇場は［宮内長官である］夫の管轄下にあったため、マリーがブルク劇場をもっと振興しようと動けば、その通りになるのであった。」
恵まれた音楽的・知的環境で育ったマリーは、自らも文化的実績を残そうと試みた。様々な証拠から推測されるに元々は母カロリーネの発案だったと考えられるが、ラマルティーヌの『サン＝ポワンの石切り職人』及びリストによるショパンの伝記の2つのフランス語作品をドイツ語に翻訳する試みである。
また慈善事業にも尽くした。万国博覧会の開催される1873年には自らが発起人となって、東欧ユダヤ移民の多いレオポルトシュタット地区での炊き出し事業を行った。また林間学校の児童への給食配給活動にも力を入れている。

## 子女
夫との間に6子があった。
- フランツ・ヨーゼフ（1861–1871）
- コンラート（1863–1918） - ツィスライタ二エン首相・財務相
- フィリップ（ドイツ語版）（1864–1942） - ベネディクト会修道士
- ゴットフリート（1867–1932） - 陸軍少将・駐独オーストリア大使
- ヴォルフガング（1869–1883）
- ドロテア（1872–1954） - フォルラート・フォン・ランベルク伯爵と結婚

## 引用・脚注
1. ↑  Vgl. Gollwitzer, S. 312.